# 오헬리엉 루베르
오헬리엉 루베르(프랑스어: Aurélien Loubert 오렐리앵 루베르[*], 1981년 12월 30일~)는 대한민국에서 활동하고 있는 프랑스 릴 출신의 한국외국어대학교 프랑스어 강사, 방송인이다.

## 내력
오헬리엉 루베르는 학부에서 일본어를 전공하였고, 28세였을 때 프랑스어 교육으로 석사 학위를 받았다고 한다. 일본에 거주했던 적이 있으며 대한민국에 온 지는 약 6년 정도 되었다.

## 방송 출연
- 비정상회담(JTBC, 2016년)

## 저서
- 《지극히 사적인 프랑스》 (2019년, ISBN 9791188949182)